# ミヒャエル・ツォルク
ミヒャエル・ツォルク（Michael Zorc、1962年8月25日 - ）は、ドイツ・ノルトライン＝ヴェストファーレン州ドルトムント出身の元同国代表サッカー選手である。引退後ボルシア・ドルトムントのスポーツディレクターを務めていた。

## 略歴
1978年にTuSエフィンク・リンデンホルストから入団して以来、1981年のブンデスリーガデビューからキャリアの全てをボルシア・ドルトムントで過ごし、長年チームの主将を務め、ファンからも愛された選手である。通算463試合に出場し131ゴール、出場記録、得点記録共にクラブ最多記録である。
1994-95シーズン、33試合で15ゴールを決める活躍でクラブ初のリーグ優勝、翌1995-96シーズンにも30試合で15ゴールを決めてリーグ2連覇を果たした。1996-1997シーズンのUEFAチャンピオンズリーグに優勝、その年の12月2日、東京国立競技場で行われたインターコンチネンタルカップでは先発出場、先制のゴールをあげ、世界一に貢献した。1997-98シーズン限りで現役を退いた。プレーした17シーズンのうち7シーズンは二桁ゴールを挙げた。
1981年のワールドユースでは全試合先発出場、優勝カップを掲げたが、A代表とは縁がなく1992年12月16日のブラジル戦でようやくデビュー、翌1993年10月13日のウルグアイ戦まで、わずか7試合の出場に留まった。
父親のディーター・ツォルクは、ボーフムでプレー経験のある元サッカー選手。
引退後、ドルトムントのスポーツディレクターに就任した。2021-22シーズン限りで同役職から退任した。

## タイトル
- UEFAチャンピオンズリーグ : 1996-97
- インターコンチネンタルカップ (トヨタカップ) : 1997
- ドイツ・ブンデスリーガ : 1994-95、1995-96
- ドイツ・リーグカップ : 1988-89
- ドイツ・スーパーカップ : 1989、1995、1996